# 48 cantones de Totonicapán
Los 48 cantones de Totonicapán son una organización indígena de Guatemala integrada por comunidades K'iche' pertenecientes al municipio de Totonicapán ubicado en el occidente del país.
Esta organización está integrada por alcaldes comunales de cada una de las diferentes comunidades que integran dicho municipio, en los cuales cada uno atiende los asuntos concernientes a su territorio y que en conjunto integran el Concejo comunal de los 48 cantones.

## Historia
Esta organización tiene sus antecedentes en la alcaldía indígena que se instauró en Totonicapán desde el siglo XVI después de la conquista de Guatemala. La presencia de algunos españoles en el pueblo se debió a que fue cabecera de corregimiento durante ese siglo. Aun así, el crecimiento de la población ladina fue paulatino, a tal punto que llegó a 450 personas a principios de 1800, pero la ley indicaba que ellos debían vivir separados de los indios por lo tanto ellos tenían su propio sistema de organización. La alcaldía indígena funcionó durante toda la época colonial, con el crecimiento de la población ladina se convirtió en mixta, siguiendo las leyes de las Cortes de Cádiz. Esto provocó que los indígenas se sintieran invadidos y no representados por los ladinos, por lo que siguieron manteniendo su organización comunal a pesar de que oficialmente ya dependían de un alcaldía integrada por ladinos e indígenas.
Con la Independencia en 1821, sintieron que la situación se agravó porque los criollos que habían tomado el poder y no respetaron la autonomía que tuvieron durante la época colonial, las autoridades gubernamentales decidieron que la organización de las alcaldías cambiaría por lo que a lo largo de los años se pueden encontrar 5 situaciones respecto a la alcaldía de Totonicapán:
1. Alcaldía mixta con igual número de integrantes indígenas y ladinos, entre 1820 y 1830.
2. Alcaldía mixta con mayor número de integrantes indígenas que ladinos, desde 1840 a 1860.
3. Alcaldías separadas, una indígena y una ladina, entre los años de 1870 a 1890.
4. Alcaldía mixta, desde 1890 hasta 1936, con mayoría de ladinos inicialmente y luego, mayoría indígena.
5. Intendentes municipales designados por el ejecutivo, de 1937 a 1944. En esos años las corporaciones se integraban en forma mixta: un intendente ladino, un alcalde segundo indígena, un sindico ladino y un sindico indígena; tres regidores ladinos, del primero al tercero; y tres regidores indígenas, del cuarto al sexto.

Con la entrada del nuevo régimen en el país en 1945 fue eliminada la figura del alcalde segundo indígena y a partir de allí la población u organización tuvo que integrarse a planillas y participar en elecciones y su presencia en la corporación municipal ya dependía de los resultados obtenidos.